# Pythonichthys sanguineus
Pythonichthys sanguineus är en fiskart som beskrevs av Poey, 1868. Pythonichthys sanguineus ingår i släktet Pythonichthys och familjen Heterenchelyidae. Inga underarter finns listade i Catalogue of Life.